# Font de la Saiola
La font de la Saiola és una font de Vacarisses a la Serra de l'Obac.

## Situació
Aquesta font de  surgència intermitent està situada al torrent de la Saiola al municipi de Vacarisses (Vallès Occidental) a 465,5 metres sobre el nivell del mar. La Saiola, i el torrent en el que es troba, prenen el seu nom d'una varietat de figuera.
Per arribar-hi cal seguir la pista que segueix el torrent des de l'antic mas de La Calsina fins a prop de les fonts dels Llaminers i els Carlets. O be des de la Casa de l'Obac.
Aquesta  font és troba dins del límit del Parc Natural de Sant Llorenç del Munt i l'Obac, creat el 1972. Des del 2000 també forma part de l'Inventari d'espais d'interès geològic de Catalunya (IEIGC) inventariat com espai d'interès geològic en el conjunt de la geozona Sant Llorenç del Munt i l'Obac, la qual forma part del parc natural majoritàriament.

## Descripció
La font té una boca per on brolla l'aigua d'uns dos metres d'alçada, i es troba en una esquerda de la roca, entre conglomerats calcítics. Té un altre forat que li serveix de sobreeixidor, que està situat a uns 10 metres torrent amunt i és impenetrable. L'aigua hi brolla de la font a borbolls només un determinades èpoques de pluges abundants. De vegades passa anys sense rajar, però quan ho fa (de vegades fins i tot durant un parell de mesos) l'aigua surt de la terra amb una gran força i constitueix un fenomen natural espectacular. De totes les fonts intermitents de la zona és la que més aigua llança a l'exterior, la qual és recollida a pocs metres pel torrent. En un moment de màxima activitat la font pot arribar a expulsar uns 16.000 m3 diaris d'aigua.
Altres fonts similars i molt pròximes són les de la Pedregosa i la Barbotera, però aquestes ja en terme de Rellinars. Es tracta d'un grup de fonts intermitents que, al mateix temps, són penetrables i han estat molt estudiades pels geòlegs. La Saiola té un recorregut penetrable de 22 metres, amb una profunditat d'11 metres. Després de cada sortida d'aigües la conducció es torna a tapar quasi totalment. Tot i això, fa diversos anys un grup d'espeleòlegs la va penetrar més de 150 metres pel sistema de desobstrucció  (extreure els sediments acumulats després de l'episodi de pluges). L'aigua d'aquesta font esdevé molt carregada en carbonats després de travessar conglomerats de grans blocs calcaris.